# Бродский, Александр Саввич
Алекса́ндр Са́ввич Бро́дский (р. 9 мая 1955, Москва) — советский и российский архитектор, художник. Сын Саввы Бродского. Является одним из основоположников направления «бумажная архитектура».

## Биография
Александр Бродский родился 9 мая 1955 года в Москве, в семье художника Саввы Бродского.
В 1968—1969 годах учился в МСХШ. В 1978 году окончил факультет жилых и общественных зданий Московского архитектурного института (МАрхИ). Ученик профессора Б. Г. Бархина.
Профессор Международной Академии архитектуры.
Автор дизайна мемориального знака проекта Последний адрес.

## Работы находятся в собраниях

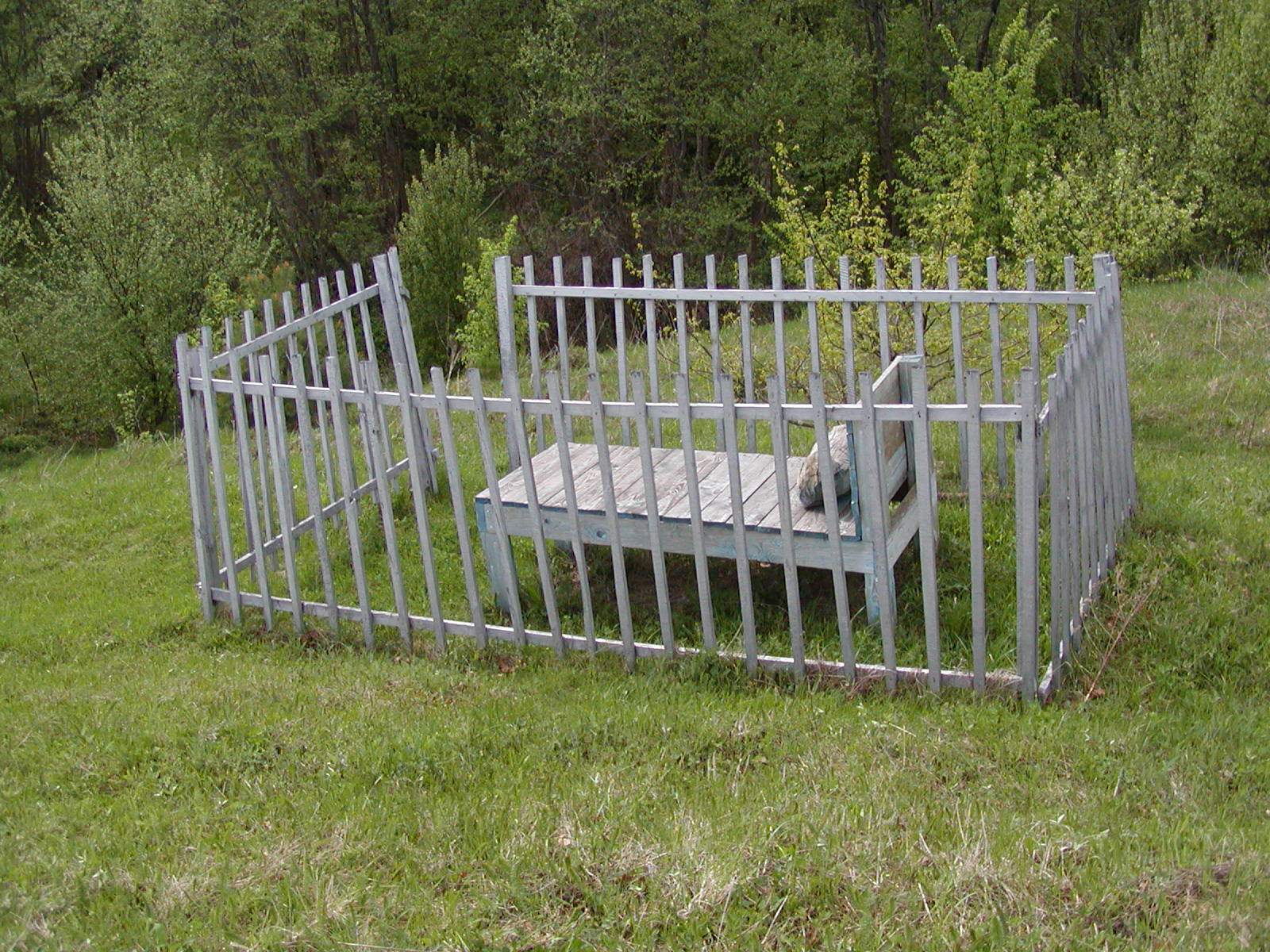
Объект без названия («Кровать Бродского») в Парке «Никола-Ленивец» (в соавторстве с Надеждой Корбут, 2006)

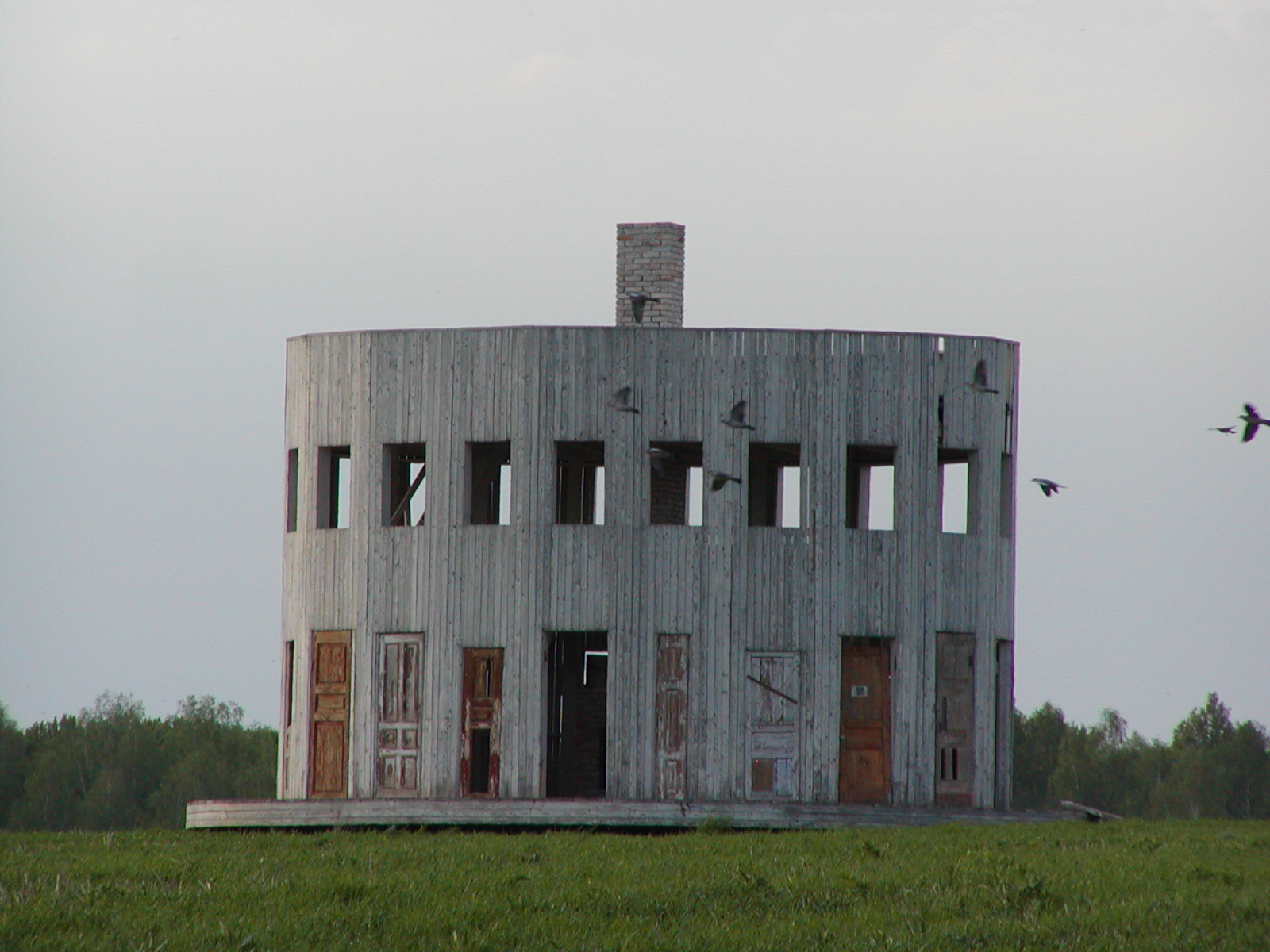
Ротонда («Ротонда Бродского») в Парке «Никола-Ленивец» (2009)

- Государственный Русский музей, Санкт-Петербург
- Музей изобразительных искусств им. А. С. Пушкина, Москва.
- Московский музей современного искусства (MMOMA)
- Государственный центр современного искусства, Москва.
- Музей ART4, Москва.
- Museum of Modern Art, Нью-Йорк.
- Немецкий музей архитектуры, Франкфурт-на-Майне.
- Duke University Museum of Art, Дархэм, США.
- Nancy and Norton Dodge collection, Zimmerly Art Museum, Rutgers University, Нью-Брунсвик, Нью-Джерси, США.
- Парк «Никола-Ленивец», Калужская область, Россия.
- Арт-Усадьба Веретьево, Московская область, Россия.
- Tate Modern Архивная копия от 20 апреля 2015 на Wayback Machine, London.

## Персональные выставки
- 2010 — «Инсталляции». Пермский музей современного искусства, Пермь.
- 2009 — «Окна и фабрики». Галерея М&Ю Гельман, Москва.
- 1997 — «Точки исхода». Музей архитектуры им. Щусева, Москва.
- 1997 — «Futurofobia». Галерея М. Гельмана, Москва.
- 1996 — «Visible Parts». Галерея Рональда Фельдмана, Нью-Йорк.
- 1996 — «Canal Street Subway Project». Нью-Йорк.
- 1995 — «Утопическая канализация». Галерея «Риджина», Москва.

## Награды
- 2011 — Премия «Инновация», в номинации «Произведение визуального искусства» за инсталляцию «Цистерна».
- 2010 — Премия Кандинского
- 1988 — Первая премия (архитектура), «East Meets West in Design». Jacob K. Javits Convention Center, Нью-Йорк, США.
- 1987 — Поощрительная премия, Central Glass Company Competition: «The Intelligent Market», Токио, Япония.
- 1986 — Вторая премия, Central Glass Company Competition: «A Glass Monument to the 2001», Токио, Япония.
- 1985 — Вторая премия, Shinkenchiku Competition: «Bulwark of Resistance», Токио, Япония.
- 1984 — Вторая премия, Central Glass Company Competition: «Crystal Palace», Токио Япония.
- 1983 — Третья премия, Shinkenchiku Competition: «A Dwelling with Historism and Localism», Токио, Япония.
- 1983 — Поощрительная премия, конкурс «Музей скульптуры», Токио, Япония.
- 1982 — Первая премия, Central Glass Company Competition «Crystal Palace», Токио, Япония.
- 1978 — Вторая премия (в соавторстве с Г. Солоповым), OISTT Competition: «Theatre for Future Generations», Париж, Франция.